# I Love Arlo
I Love Arlo (I Heart Arlo, reso graficamente come I ♥ Arlo) è una serie animata statunitense realizzata per Netflix. La serie è stata presentata in anteprima il 27 agosto 2021.

## Trama
Seguito del film del 2021 Arlo il giovane alligatore, la serie segue Arlo e la sua nuova troupe che aprono un negozio in un quartiere balneare abbandonato e lo aiutano a riportarlo in vita.

## Episodi
| Stagione       | Episodi | Pubblicazione USA | Pubblicazione Italia |
| -------------- | ------- | ----------------- | -------------------- |
| Prima stagione | 19      | 2021              | 2021                 |

## Personaggi
Principali
- Arlo Beauregard: un ragazzo ottimista mezzo alligatore con la passione per il canto. Voce originale: Michael J. Woodard; Voce italiana: Alex Polidori.
- Bertie: la migliore amica, che è affetta di gigantismo, di Arlo. Costituisce la voce della ragione del gruppo. Mary Lambert; Voce italiana: Alessia Rubini.
- Perliccia: una palla di pelo viola che possiede una parrucchieria. Prima di incontrare Arlo e Bertie, lei e Mini Mini Tony facevano lotte clandestine e scommesse. Voce originale: Jonathan Van Ness; Voce italiana: Simone Veltroni.
- Alia: una ragazza tigre iperattiva e facilmente distraibile che guida il proprio autobus. Voce originale: Haley Tju; Voce italiana: Margherita De Risi.
- Marcellus, un cupo tritone al contrario. A volte si comporta in modo subdolo che farebbe di tutto per i soldi. Prima di incontrare Arlo e Bertie era rinchiuso in un acquario. Voce originale: Brett Gelman; Voce italiana: Fabrizio Pucci.
- Mini Mini Tony: una creatura ratto che possiede la pizzeria locale. Grazie al gruppo è riuscito a confessare ai propri genitori il fatto di avere una pizzeria in maniera legale (dato che la sua famiglia è famosa per la criminalità e le truffe). Voce originale: Ton Hale; Voce italiana: Fabrizio Mazzotta.

Supporto
- Ansel Beauregard: un uomo-uccello e padre biologico di Arlo. Quando ha incontrato Arlo non lo voleva riconoscere come figlio ma verso la fine del film il padre confessa al figlio e al mondo di essere un uomo-uccello. In questa serie tenta goffamente di creare con suo figlio Arlo momenti padre-figlio ostacolati solo dalla sua ricchezza;
- Edmée: un eremita della palude locale e madre adottiva di Arlo in fuga dalla polizia;
- Jeromio: rana toro domestica di Arlo che si trasferisce con lui all'inizio della serie;
- Elena: la sindaca di New York City che apprezza la semplicità di Lungomare su Mare;
- Thao: una postina che consegna ogni tanto pacchi per Arlo dalla palude ed è anche la cliente affezionata di Perliccia;
- Ralph: uno degli ex avversari di Arlo che possiede un museo della palude in fallimento;
- Stucky: altro ex avversario di Arlo e partner di Ralph;
- Lily la Donna Aragosta: una donna ibrida cleptomane metà umana e metà aragosta, e uno dei nuovi membri di Lungomare sul Mare. Lily ha iniziato come un peso per la gente del posto fino a quando Arlo ha trovato un potenziale nelle sue abilità di furto e l'ha promossa come la nuova dirigente del dipartimento oggetti smarriti di Lungomare sul Mare;
- Bog Lady: una malvagia dea della palude che ha giurato vendetta su Arlo per aver lasciato la palude. Viene distrutta quando Edmee usa le sue bombe per far esplodere la baracca e si scioglie nel nulla dopo aver cercato di divorare Arlo e gli altri mentre scappavano da lei.